# Hjärt- och kärlsystemet

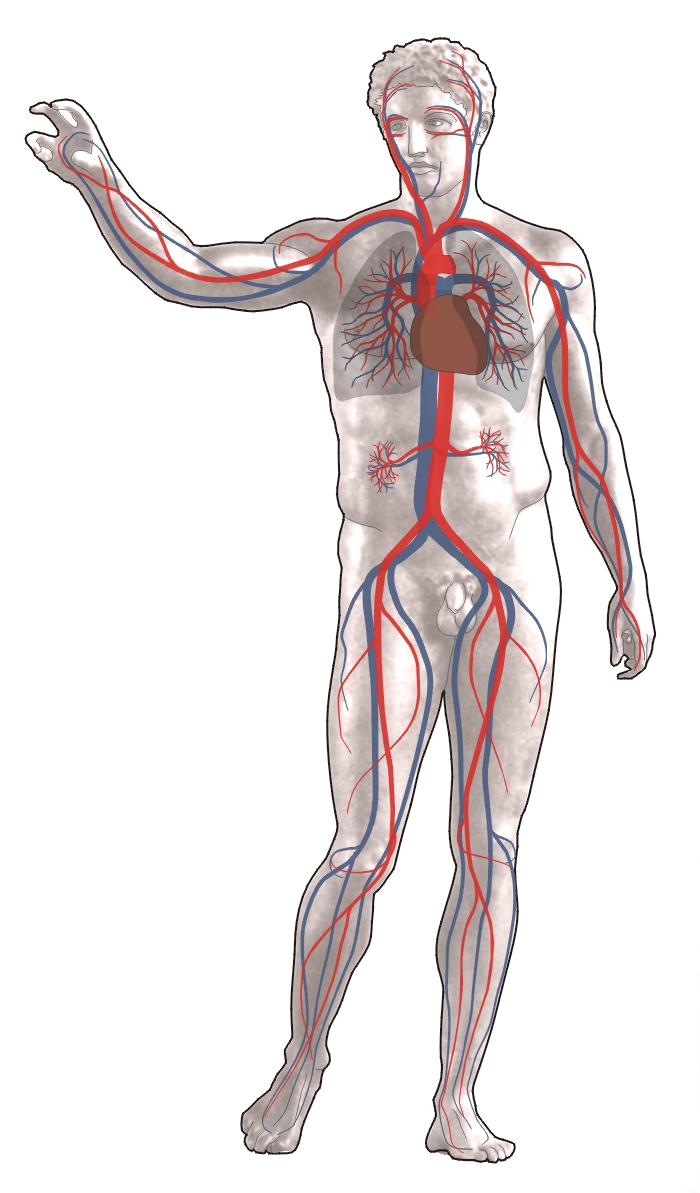
Människans blodcirkulationssystem, röd är artärer, blå är vener

Kardiovaskulära systemet, hjärt- och kärlsystemet eller blodcirkulationssystemet, är det organsystem som transporterar ämnen mellan cellerna och som även hjälper till att reglera pH och kroppstemperatur. Organsystemet består av hjärta och blodkärl, och sjukdomarna som drabbar systemet brukar benämnas hjärt- och kärlsjukdomar.
Hjärt- och kärlsystemet består av olika funktioner och processer som ständigt pågår i organen under vilka de samverkar med varandra och med andra fysiologiska system. Hjärtats funktioner utgörs av funktioner i förmak och hjärtkammare, samt av sammandragning av hjärtmuskeln. Kärlens funktioner utgörs av kärlnybildning (angiogenes), vasodilation, vasokonstriktion, baroreflexer, renin-angiotensinsystemet, och kallikrein-kininsystem. Dessa mekanismer bildar förutsättningarna för blodcirkulationen i blodådrorna, i organ och i vävnader, som ytterst sett är syftet med systemet ifråga.
Funktionen i hjärt- och kärlsystemet ger sig till känna genom hjärtfrekvens, puls, blodtryck, tryck i förmak och hjärtkammare, hjärtvolym, hjärtminutvolym, blodvolym, hjärttoner, och kärlmotstånd. 
Blodcirkulationen sker för att cirkulera livsnödvändiga ämnen till alla kroppsdelar, såsom syre, hormoner, och näringsämnen. Blodcirkulationen förutsätter därför flera barriärer, som skiljer blodet från eventuella sekret och substanser i organen och vävnaderna vilka inte ska vara blodfyllda. Till sådana barriärer hör blod-vattenbarriären i ögat, blod-hjärnbarriären som avskiljer blod från den extracellulära vätskan i centrala nervsystemet, blod-luftbarriären i lungblåsorna där luftutbyte sker, med mera. Blodcirkulationen sker också för att avlägsna restprodukter och överflödiga ämnen, varför systemet också innefattar njurfunktionen, där den glomerulära filtrationsbarriären ser till så att njurarna inte filtrerar plasmaproteiner.

## Olika typer av cirkulationssystem
Människan har ett komplext cirkulationssystem med dubbla parallellkopplade kretslopp och hemoglobin som binder syre i blodet. Andra djur har cirkulationssystem som inte är lika effektiva, fiskar har till exempel ett enda kretslopp där syrerikt och syrefattigt blod blandas, vilket leder till mindre effektivt gasutbyte. Stora kretsloppet är blodets väg från hjärtats vänstra kammare via aorta till kroppens alla celler och åter till hjärtats högra förmak.
Mollusker har öppna cirkulationssystem. Ett öppet cirkulationssystem innebär att ett hjärta pumpar den vätska som finns i kroppen utan ett kärlsystem. Vätskan kallas hemolymph.

## Människans cirkulationssystem

### Blodomloppet
Syrefattigt blod samlas i två större vener; den undre och övre hålvenen (vena cava inferior et. superior) som båda tömmer sig i det högra förmaket (atrium dexter) i hjärtat. Från höger förmak passerar blodet höger segelklaff och når höger kammare och från höger kammare pumpas blodet ut i det lilla kretsloppet/lungkretsloppet där blodet syresätts i lungornas alveoler. Från lungorna når blodet vänster förmak (atrium sinister) och genom vänster segelklaff till den vänstra kammaren. Härifrån pumpas det syrerika blodet ut i det stora kretsloppet/systemkretsloppet via aorta där det syresätter kroppens organ och vävnader. Den vänstra hjärthalvan har en tjockare muskelvägg för att kunna pumpa blodet vid ett högre tryck.
Intravasalt är en medicinsk term för en företeelse som befinner sig i blodomloppet.

### Blodet
I blodet finns det röda blodkroppar (erytrocyter) som transporterar syre och koldioxid. Frisättningen av syre från de röda blodkropparnas hemoglobin är reglerad, något som beror på hemoglobinets egenskaper. Frisättningen ökar vid lågt pH, hög temperatur och hög koldioxidhalt, något som är karaktäristiskt för vävnad med hög metabolism.
Hemoglobinet i erytrocyterna binder även CO2 som transporteras till lungan där gasutbyte sker genom diffusion (över cellmembranen) och konvektion (genom andning).
I blodet finns även vita blodkroppar (leukocyter) som är en viktig del i kroppens immunförsvar. Det finns även blodplättar (trombocyter) som har en koagulerande effekt och som motverkar förblödning.

### Hjärtat
Hjärtat fungerar som en pump som genom muskelkontraktionen pressar runt blodet i kroppen.
Nervsignaler skickas som en aktionspotential med jämna mellanrum från Sinusknutan, vilken fortplantar sig genom hjärtmuskeln och vidare till AV-knutan där den fördröjs cirka 0,1 sekunder. Därifrån leds den via Hiska bunten (som är en hop purkinjefibrer) och delas upp i två skänklar. Den ena fortsätter upp i den högra kammarväggen och den andra förbi apex upp i den vänstra kammarväggen där den delar upp sig i två fasciklar. Detta skapar alltså ett retledningssystem som fortleder en aktionspotential som skapar rytmiska sammandragningar av hjärtmuskelcellerna.
Hjärtats effekt regleras även av det venösa återflödet, hjärtmuskelkontraktionens styrka beror nämligen på hur mycket hjärtat spänns ut. Detta samband mellan venöst återflöde och kontraktionskraften kallas Frank-Starling-mekanismen. Hjärtat har två faser: fyllnadsfasen (diastole) då blod strömmar in i kamrarna och kontraktionsfasen (systole) då blodet pressas från kamrarna och ut i de två kretsloppen.

### Blodkärlen
Blodkärlen har olika utformning vilket speglar deras fysiologiska roll. Artärerna är muskelrika och elastiska för att klara ett högt tryck. Arterioler är mindre artärer i övergången mellan artär-kapillär vilka innehåller mindre elastisk vävnad och mer glatt muskulatur än artärerna. Dessa kallas även resistanskärl eftersom här sker det största tryckfallet i systemkretsloppet. Kapillärerna är tunna och permeabla för att gas- och vätskeutbyte ska kunna ske ute i vävnaden. Venerna har klaffar för att hindra återflöde och är inte lika muskelrika. Venerna betecknas som kapacitanskärl. (en stor del av blodvolymen lagras i venerna).

## Kardiovaskulära sjukdomar
Den vanligaste orsaken till hjärt- och kärlsjukdomar är åderförkalkning vilket yttrar sig i bland annat slaganfall, hjärtinfarkt eller blodproppar i andra  artärer. I västvärlden utgör denna sjukdomsgrupp 2/3 av alla dödsfall. 